# Peak Hill
Peak Hill is een spookdorp in de regio Mid West in West-Australië.

## Geschiedenis
William John Wilson vond in 1892 het eerste goud op het Peak Hill-goudveld. In 1897 werd het dorp Peak Hill officieel gesticht. Het zou zijn vernoemd naar een dertig meter hoge heuvel in het centrum van het goudveld maar volgens andere bronnen, waaronder Wilsons biografie, zou het naar Peak Hill in New South Wales zijn vernoemd, een plaats waar Wilson reeds eerder naar goud zocht.
In 1898 telde Peak Hill 190 inwoners. De belangrijkste goudmijn produceerde goud tot 1913. In 1954 sloot de laatste winkel de deuren waarna Peak Hill een spookdorp werd. Van de jaren 1980 tot begin jaren 2000 werd er terug goud gedolven. Rondom Peak Hill liggen vier verlaten dagbouwmijnen.

## Beschrijving
Peak Hill maakt deel uit van het lokale bestuursgebied (LGA) Shire of Meekatharra, waarvan Meekatharra de hoofdplaats is. In het district liggen nog enkele verlaten mijndorpjes waaronder Abbotts, Garden Gully, Gabanintha, Nannine en Horseshoe. Er wordt in de omgeving nog steeds naar goud gezocht.
De omgeving van Peak Hill telde 121 inwoners in 2021, tegenover 78 in 2006.

## Ligging
Peak Hill ligt nabij de Gascoyne en de Great Northern Highway, 943 kilometer ten noordnoordoosten van de West-Australische hoofdstad Perth, 464 kilometer ten zuidzuidwesten van Newman en 187 kilometer ten noorden van Meekatharra.
Er ligt een startbaan nabij Peak Hill (ICAO: YPLL).

## Klimaat
De streek rondom Peak Hill kent een warm woestijnklimaat, BWh volgens de klimaatclassificatie van Köppen.